# جورج ولينغتون
جورج ولينغتون (بالإنجليزية: George L. Wellington)‏ (و. 1852 – 1927 م) هو سياسي من الولايات المتحدة الأمريكية ولد في كمبرلاند.
تولى منصب عضو مجلس الشيوخ الأمريكي .وهو عضو في الحزب الجمهوري .